# Humbucker

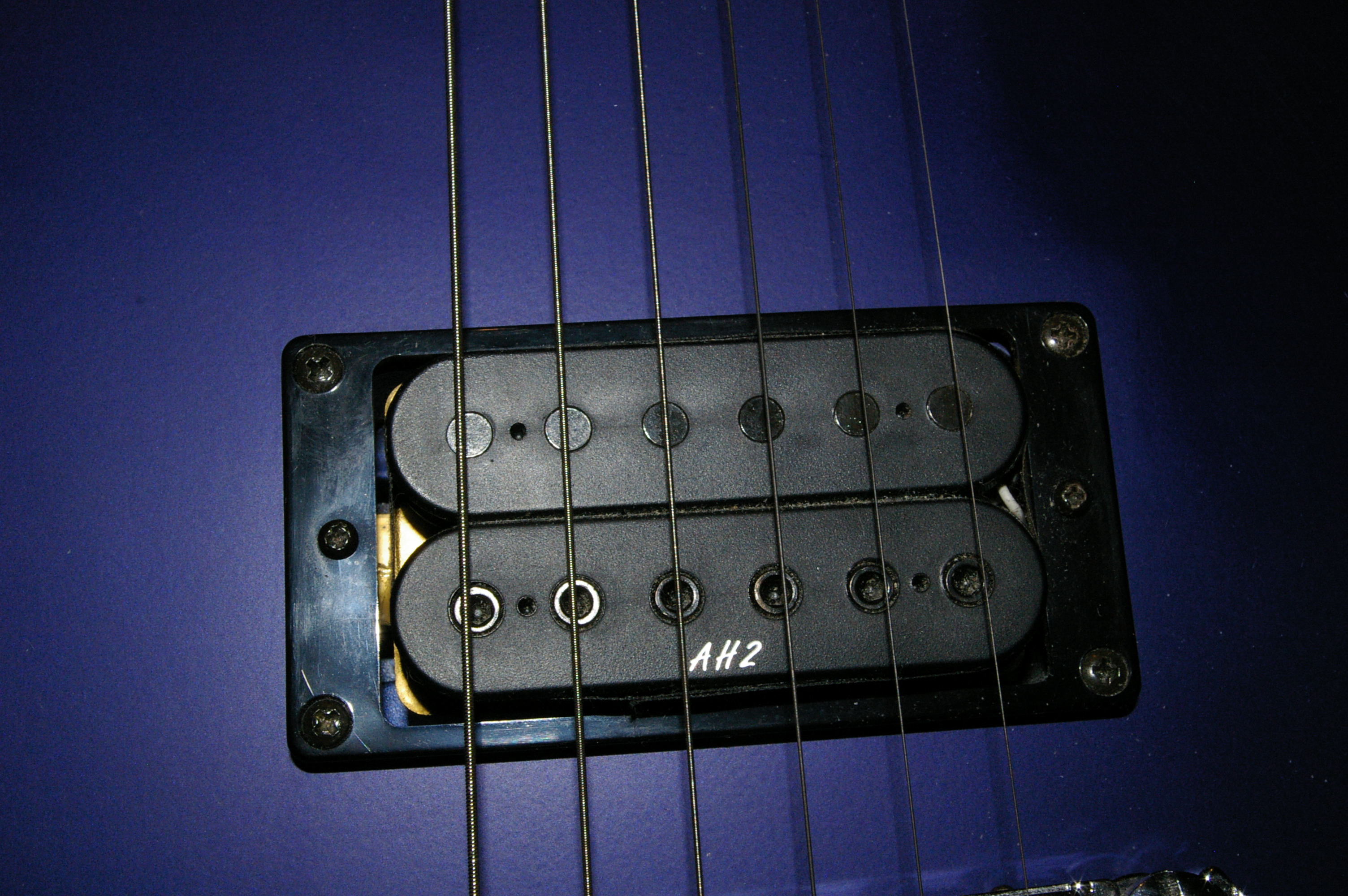
Pastilla humbucker tradicional, sin cubrir.

El humbucker es un tipo de pastilla, utilizada en las guitarras eléctricas, que usa dos bobinas. Las humbucker pueden incrementar la salida si se conectan sus bobinas en serie, y debido a que la polaridad de las dos bobinas es inversa, el ruido y las interferencias se reducen.
Todas las pastillas son sensibles al ruido eléctrico, interferencias de radiaciones electromagnéticas provenientes de multitud de elementos como las luces o las pantallas de ordenador, circuitos eléctricos del hogar. Este ruido provoca un zumbido (en inglés hum), normalmente entre 50 o 60 Hercios
.
El nombre humbucker viene de que estas pastillas eliminan gran parte de ese zumbido (hum). Esto se debe a su construcción, con dos pastillas single-coil (bobinado simple), con polaridad opuesta. Las señales que se introducen en ambas bobinas con igual amplitud tienden a eliminarse.

## Invención
La primera "humbucker" o pastilla humbucker fue también llamada PAF, siglas de «Patent Applied For», y fue patentada por Seth Lover, un empleado de Gibson en 1954; sin embargo, no se utilizó hasta 1957. Por esto, y porque además las pastillas de este tipo son utilizadas en las Gibson Les Paul, las humbucker son asociadas casi siempre con Gibson. Más allá de esto, las humbucker han sido utilizadas en muchos otros diseños de guitarras, y por varios fabricantes de guitarras. Las humbucker también son conocidas como pastillas "doublé-coil" (doble bobina), pastillas dobles o micrófonos dobles.

## Sonido
Usar pastillas dobles afecta al tono de la guitarra. La salida (output) hacia el amplificador es el doble de fuerte, debido a que están conectadas en serie, pero, como las pastillas están en posiciones levemente diferentes a lo largo de las cuerdas, algunos armónicos de frecuencias más altas son disminuidos o cancelados. Los guitarristas debaten usualmente los méritos de un tono "gordo, fuerte y oscuro" (de una pastilla doble) y los de un tono "brillante, cristalino y limpio" (de una pastilla simple, como, por ejemplo, las usadas por Fender en sus guitarras Stratocaster).

## Otros intentos de reducción de ruido
Muchos inventores han tratado múltiples veces de reducir el ruido eléctrico en las pastillas de las guitarras. Han intentado amontonar las dos pastillas humbucker verticalmente, en una "gran bobina simple", y también han intentado utilizar diferentes tecnologías de humbuckers. De todas formas, el diseño humbucker se mantiene como el diseño con menor ruido electromagnético. Aquellos que prefieren el sonido más brillante de una pastilla de "bobina simple" simplemente tienen que aceptar un sonido con un poco más de ruido ("hum y buzz"), para poder tener ese tono que prefieren. Un caso especial es el de Jimi Hendrix, quien utilizó el ruido como parte de su música.
Las pastillas simples más modernas, con las que equipan las guitarras actuales, están cableadas con el micrófono del medio en "RW/RP" (reverse wound - reverse polarity; es decir, con la polaridad y los imanes invertidos), y combinadas con un switch de 5 posiciones. Este switch le permite al guitarrista dos posiciones en las cuales las pastillas simples funcionan juntas. El sonido que producen es virtualmente sin ruido electromagnético, pero se pierde algo del brillo de una verdadera pastilla simple, así como también no se llega al "oomph" de una verdadera humbucker, debido a que las dos simples están conectadas en paralelo (la resistencia disminuye), a diferencia de las humbuckers, en la que las dos bobinas están conectadas en serie (la resistencia aumenta al doble)

## Diseños humbucker alternativos

### Stack Pickups (pastillas apiladas)
Básicamente son dos bobinas simples con polaridad invertida y colocadas una sobre la otra. Este diseño logra el sonido sin ruido electromagnético de las humbuckers, pero manteniendo el tamaño de un bobina simple (single-coil). Las bobinas que son colocadas unas sobre otras tienden a tener un tono tipo bobina simple (Fender), pero cambian levemente, teniendo una respuesta a frecuencias un poco más altas y el tono de frecuencias más bajas un poco más "gordo". Yngwie Malmsteen usa estas pastillas en su guitarra. (Ver modelos "HS-2", "HS-3" e "YJM" de DiMarzio).

### Mini-humbucker
En algunas guitarras tradicionales, como la Fender Stratocaster, el hueco para las pastillas es del tamaño de las pastillas single-coil. Instalar una pastilla humbucker requiere agrandar el hueco, alterando  de forma irreversible la guitarra. Debido a esto, muchos fabricantes de pastillas han diseñado las llamadas "mini-humbucker", las cuales no son más que un humbuckers del tamaño de un single coil. (Ver modelo "Hot Rails" de Seymour Duncan y "Chopper" de DiMarzio)
Las Mini-humbuckers fueron ofrecidas originalmente por Epiphone y por varios modelos archtop-jazz de Gibson. Las mini-humbuckers también fueron usadas en la Gibson Firebird, dándole un tono distintivo. En los años 70, las mini-humbuckers remplazaron a las pastillas single-coil P-90 en varios modelos de Gibson, como la Les Paul Deluxe.

### Motherbuckers
Hay otro tipo de humbucker elaborado por algunos fabricantes de pastillas (como por ejemplo Kent Armstrong), que es graciosamente llamado "motherbucker". Estos humbuckers no consisten en dos pastillas simples, sino en dos pastillas dobles colocados lado a lado (en efecto, humbucker dobles). El sonido es supuestamente aún más "gordo" que el de una humbucker tradicional. Estas pastillas son muy poco comunes, y solo unos pocos artistas las utilizan. Uno de ellos es Matt Bellamy.

### Coil splits
Algunas guitarras con humbuckers tienen lo que se llama Coil Split. Esta característica permite que las humbuckers actúen como bobinas simples. Usualmente esta característica se activa usando una llave selectora del tono potenciómetro. La característica Coil Split se activa cuando el potenciómetro se "extrae" hacia afuera, y se apaga cuando el potenciómetro es "empujado" nuevamente hacia adentro.
Nota: esto se confunde usualmente con los "coil taps". Los Coil Taps son más comúnmente encontrados en bobinas simples, e involucran un cable extra, que es colocado durante la fabricación. El coil tap le permite al guitarrista "enrollar" el circuito de las bobinas para lograr un sonido más grueso y un mayor volumen, o en algunos casos desactivar el "coil tap" y obtener un sonido brillante, limpio y de un volumen menor.

### Fender Precision Bass
El cambio más significativo hecho al bajo Fender Precision en su larga vida de producción fue la introducción, en 1957, de un "micrófono split", conectado en forma de humbucker. Este diseño funcionaba así: uno de los micrófonos servía a las cuerdas E y A, mientras que el otro a las cuerdas D y G. Este arreglo inusual combina un sonido limpio (tipo bobina simple) con la reducción de ruido característica de los humbucker. 